# Niccolò Canepa

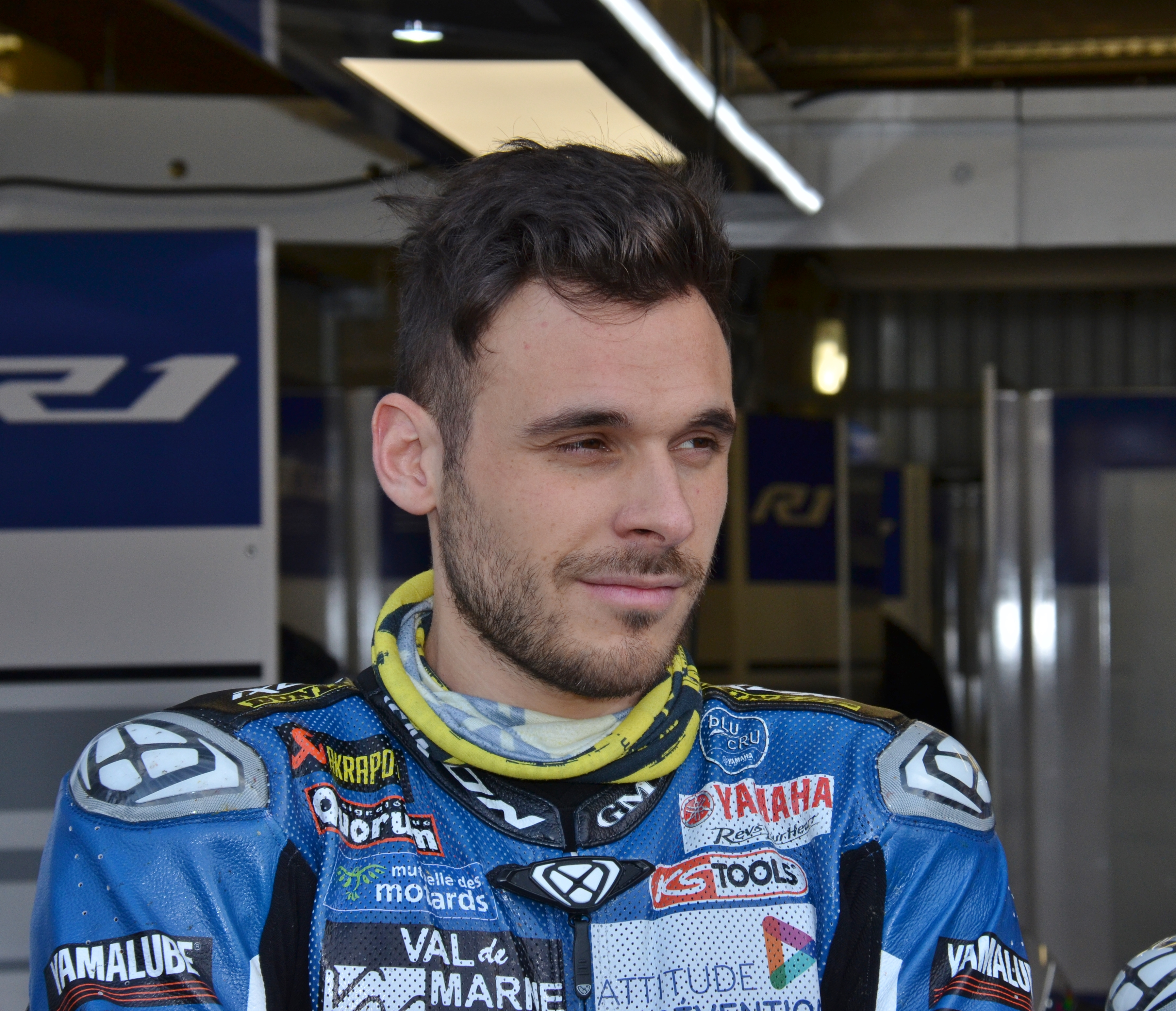
Niccolò Canepa

Niccolò Canepa, född 14 maj 1988 i Genua är en italiensk roadracingförare.

## Roadracingkarriär
En titel för Ducati i Superstock 1000 år 2007 gav belöningen att bli en av de två officiella testförarna för Ducati Marlboro i MotoGP året därpå. Säsongen 2009 körde han för Pramac på Ducati i MotoGP-klassen. Han blev sextonde i VM med 38 poäng. Roadracing-VM 2010 körde Canepa i den nya Moto2-klassen för Scot Racing Team på en Force GP210 men tog inga poäng. Det blev till att köra Stock 1000 och Superbike för 2011-2014.